# Vikings (tv-serie)
Vikings er en tv-serie om vikinger skrevet og skabt af Michael Hirst for den canadiske tv-kanal History. Serien havde premiere i USA og Canada 3. marts 2013 og en dag senere på HBO Nordic i Norge, Sverige, Danmark og Finland. Johan Renck, Ciarán Donnelly og Ken Girotti har instrueret tre afsnit hver.
Vikings er inspireret af historiske hændelser og sagnene om vikingehelten Ragnar Lodbrog, en dansk sagnkonge fra det 9. århundrede. Serien skildrer Ragnars "vikingeliv" et sted i Skandinavien, og hans dristige og brutale røvertogt i Vesterled mod bl.a. Lindisfarne og kong Ælla 2. af Northumbria, sammen med sin bror Rollo, kone og skjoldmø Lagertha og andre vikinger. Serien er indspillet i Irland. Efter Lothbroks død i sæson fire fulgte serien hans sønners videre skæbne.
Sæson 3 af Vikings havde premiere 19. februar 2015, og en 4. sæson blev bestilt 26. marts 2015 med premiere 18. februar 2016.  Femte sæson blev bestilt 17. marts 2016 med yderligere 20 episoder, der fik premiere den 29. november 2017. Den 12. september 2017 blev serien fornyet med en sjette sæson og yderligere 20 episoder.